# Source d'alimentation électrique
Une source d'alimentation électrique est un dispositif pouvant fournir ou évacuer de l'énergie électrique. Cette électricité peut avoir la forme d'un signal alternatif, continu, multipolaire, multitensions, triangulaire, créneau, impulsionnelle... ou même fantaisiste (harmoniques complexes).
Deux grandes familles de source d'alimentation électrique se dégagent :
- La source de tension, idéalement, donne une tension indépendante du courant débité. Caractérisée par l'amplitude de la différence de potentiel à vide (U pour I = 0 ampères), la résistance interne (souvent négligé R ~=0 ohms), le courant de courcircuit (Icc pour U = 0 volt, cette dernière n'est pas toujours supportée par la source, dans ce cas le courant maximum Imax), pour les sources stabilisées de laboratoire ou les cas spéciaux de conception interne des courbes de caractéristiques de comportement sont données par le constructeur.
- La source de courant, idéalement, donne un courant indépendant de la tension délivrée. Caractérisée par l'amplitude du courant débité en court circuit (I pour U = 0 volts), la résistance interne (souvent négligé R ~ infinie ohms), la tension à l'ouverture (Uo pour I = 0 A, cette dernière n'est pas toujours supportée par la source, dans ce cas la tension maximum Umax).